# 加南達 (紐約州)
加南達（英語：Gananda）是位於美國紐約州韋恩縣的普查規定居民點。

## 人口
根據2020年美國人口普查的數據，加南達的面積為9.45平方千米，當中陸地面積為9.42平方千米，而水域面積為0.03平方千米。當地共有人口5867人，而人口密度為每平方千米620.85人。